# صحيفة الميدان
صحيفة سودانية يملكها الحزب الشيوعي السوداني وهي لسان حاله.

## تأسيسها
تأسست صحيفة الميدان في العام 1954م وأسسها الحزب الشيوعي السوداني لضمان ضرورة عمله في الأوساط الجماهيرية وإيصال خطها السياسي

## عملها
عملت الميدان منذ تأسيسها كصحيفة تعبر عن رؤية الحزب الشيوعي، وتعرضت للمصادرات والقمع في فترة حكم الرئيس الأسبق جعفر نميري، كما شهدت ازدهارا في فترة الديمقراطية الثالثة في السودان (1985ـ1989م)، وتعرضت للمصادرات المتكررة في عهد الإنقاذ عمر البشير (1989ـ2019م)، وفي يناير 2019 تعرض كل طاقم الميدان للاعتقال من قبل جهاز الأمن والمخابرات الوطني. كما أعنت في فترات إيقاف صدورها احتجاجا على المصادرات المتكررة من قبل الأجهزة الأمنية.

## رؤساء تحريرها
ترأس الميدان طوال فترة عملها عددا من الصحفيين ومنهم :
- التيجاني الطيب بابكر
- مديحة عبد الله
- إيمان عثمان[4]
- محمد يوسف [5]